# ブレイキング・アンド・エンタリング (サウンドトラック)
オリジナル・サウンドトラック『ブレイキング・アンド・エンタリング』（BREAKING and ENTERING: MUSIC FROM THE FILM）は、アンダーワールド・アンド・ガブリエル・ヤレドのサウンドトラック・アルバム。発売は2006年10月18日（日本先行発売。イギリスは2006年11月6日）。
収録されているのは（ボーナス・トラックを除き）、全てアンソニー・ミンゲラ監督の映画『こわれゆく世界の中で（原題: BREAKING and ENTERING）』のために書かれた楽曲だが、実際には映画内では使われなかったものも含め、映画での登場順とは関係の無い曲順で全編ノンストップで収録されており、トータル・アルバムとして完成された作品となっている。
ブックレットには、ミンゲラ監督によるライナーノーツや、アンダーワールドと関係の深い映画監督、ダニー・ボイルが撮影した写真が収録されている。

## 収録曲
全曲、Karl Hyde, Rick Smith and Gabriel Yared作曲（ボーナス・トラックを除く）
1. A THING HAPPENS
2. ST PANCRAS
3. SAD AMIRA
4. MONKEY ONE
5. NOT TALKING
6. HUNGERFORD BRIDGE
7. WE LOVE BEA
8. HAPPY TOAST
9. MONKEY TWO
10. WILL AND AMIRA
11. PRIMROSE HILL
12. SO-REE
13. MENDING THINGS
14. BROKEN ENTERED
15. PIANO MODAL
16. COUNTERPOINT HANG PULSE

日本盤のみのボーナス・トラック
1. JAL TO TOKYO: RIVERRUN VERSION（Rick Smith and Karl Hyde作曲）